# Carga activa
Una carga activa o carga dinámica es un componente de circuito que se comporta como una resistencia no lineal estable contra corriente. Este término puede referirse al diseño de circuitos, o a un tipo especial de equipo de prueba.

## Diseño de circuitos
En el diseño de circuitos, una carga activa es un elemento de circuito compuesto de dispositivos activos, como los transistores, diseñado para poseer una impedancia alta a señales pequeñas evitando una caída de voltaje considerable, como ocurriría si se utilizaran resistencias de gran valor. Estas grandes impedancias en corriente alterna pueden ser deseables, por ejemplo, para incrementar la ganancia AC de algunos tipos de amplificadores. Comúnmente la carga activa se incluye en la salida de un espejo de corriente  y se representa de manera ideal como una fuente de corriente. Usualmente es sólo una resistencia con corriente constante, parte de una fuente de corriente que incluye una fuente de voltaje constante (la fuente de voltaje VCC de las figuras abajo mostradas).

## Ejemplo en base común

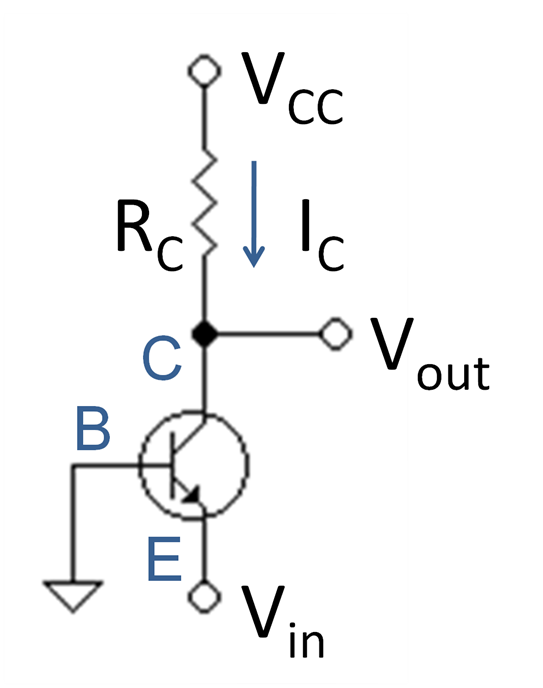
Figura 1: Circuito NPN en base común con resistencia de carga (se omiten los detalles de polarización). La señal se aplica en V_{In}, la salida tomada del nodo V_{out} puede ser un voltaje o una corriente.

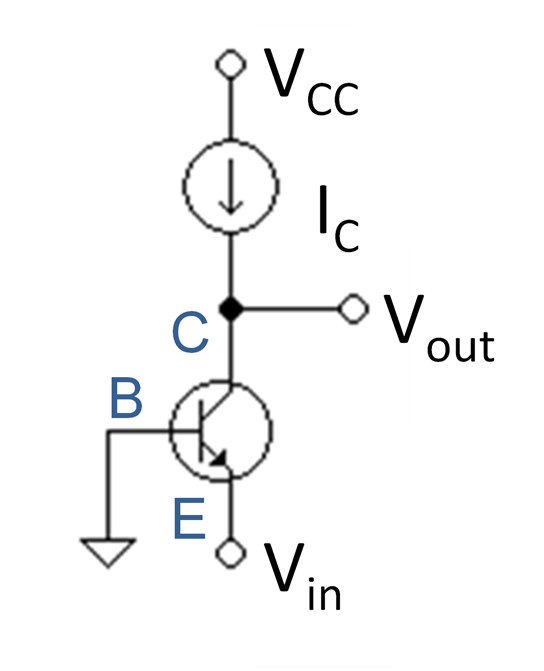
Figura 2: Circuito NPN en base común (se omiten detalles de polarización). La fuente de corriente I_{C} representa una carga activa.

En la Figura 1 la carga es la resistencia RC, y la corriente a través de esta es determinada por la ley de Ohm como:
{\displaystyle I_{C}={\frac {V_{CC}-V_{out}}{R_{C}}}}.
Como consecuencia de esta relación, el voltaje a través de la resistencia depende de la corriente del punto de operación del transistor. Si esta corriente de polarización cambia por alguna razón, cualquier incremento en la resistencia de carga automáticamente causa una disminución en el voltaje Vout, lo cual disminuye el voltaje VCB entre colector y base, limitando la excursión de la señal a la salida del amplificador (si la excursión de salida es mayor que VCB, el transistor deja de operar en la región activa durante parte del ciclo de la señal).
En contraste, al usar la carga activa de la Figura 2, la impedancia en AC de la fuente de corriente ideal es infinita sin importar la caída de voltaje VCC - Vout, lo que permite utilizar un valor más grande de VCB y consecuentemente una excursión de salida más grande.

## Amplificadores diferenciales
Las cargas activas se utilizan frecuentemente en la etapa de entrada de un amplificador operacional para incrementar considerablemente la ganancia.

## Limitaciones prácticas
En la práctica la fuente ideal de corriente es reemplazada por un espejo de corriente, que es menos ideal por dos razones. Por un lado, su resistencia AC es grande, pero no infinita. Por otro lado, el espejo requiere un pequeño voltaje para mantenerse en operación (para mantener a los transistores de salida del espejo en la región activa). Como resultado, la fuente de corriente limita la excursión de voltaje máxima, pero esta limitante es mucho menor que la que impondría una resistencia, y tampoco depende de la elección del punto de operación del transistor, permitiendo una mayor flexibilidad en el diseño del circuito con respecto a la utilización de resistencias.

## Equipo de prueba
En el área de los equipos de medición de electrónica, una carga activa es usada para la prueba automática de fuentes de alimentación y otras fuentes de energía eléctrica, para asegurar que su voltaje y corriente de salida se encuentran dentro de sus especificaciones dentro de un amplio rango de condiciones para la carga, desde una carga nula hasta una carga máxima.
Un tipo de carga activa podría utilizar un conjunto de resistencias de distintos valores y requeriría intervención manual. En contraste, una carga activa presenta a la fuente una resistencia que puede ser variada por control electrónico, sea por un ajuste de tipo análogo como un potenciómetro multivueltas or, en configuraciones automáticas, por un computador. La resistencia de carga puede ser variada rápidamente para determinar la respuesta a impulso de la fuente.
Al igual que una resistencia, una carga activa convierte la energía eléctrica de la fuente en calor. Por lo tanto, los elementos que disipan calor (usualmente transistores) en una carga activa tienen que estar diseñados para soportar el incremento de la temperatura, frecuentemente este proceso es mejorado al incluir un disipador.
Para mayor conveniencia, las cargas activas frecuentemente incluyen circuitos que miden la corriente y el voltaje en la entrada y pueden mostrar estos valores en lectores numéricos.